# Marcel Hájek
Marcel Hájek (* 20. září 1965 Plzeň) je český lékař a politik, major v záloze.
Do roku 1993 pracoval v Anatomickém ústavu LF UK v Plzni, následně až do roku 1998 jako chirurg ve FN Plzeň. V letech 1998-2002 zastával funkci ordináře pro hrudní a břišní chirurgii v Refferal Hospital - Princess Marina Hospital v botswanském Gaborone. V letech 2002-2011 sloužil v hodnosti majora jako šéfchirurg a hlavní lékař v polních nemocnicích AČR a NATO v Iráku, Afghánistánu a Pákistánu. V současné době pracuje u Zdravotnické záchranné služby Plzeňského kraje a přednáší na Fakultě zdravotnických studií ZČU v Plzni.
Již od studentských let se angažoval v občanských a politických aktivitách. Před rokem 1989 byl členem disentu, v listopadu 1989 stál v čele Koordinačního stávkového výboru v Plzni. Za Občanské fórum byl v roce 1990 kooptován jako poslanec do České národní rady. Byl jedním ze zakládajících členů ODS v Plzni. Třikrát byl zvolen do Zastupitelstva města Plzně - v roce 1994 za ODS, v roce 2010 za uskupení Občané.cz, v roce 2014 za hnutí Občané Patrioti. Po posledních volbách se však mandátu zastupitele vzdal, a to z důvodu svědomí. V roce 2016 kandidoval do Senátu Parlamentu ČR za ODS v obvodu č. 7 – Plzeň-město.

## Rodina
Marcel Hájek žil v dětství pouze s maminkou, která byla úřednicí. V roce 1988 se oženil se Sylvou, rozenou Zajanovou. Roku 1990 se manželům narodila v Plzni dcera Sarah, v roce 2000 se narodil v Gaborone v Botswaně syn David.

## Studium
Po ukončení ZŠ vystudoval III. gymnázium v Plzni v Opavské ulici, kde roku 1984 maturoval. Ve stejném roce neúspěšně skládal přijímací zkoušky na Lékařskou fakultu UK v Plzni, po nepřijetí pracoval rok jako pitevní laborant na Anatomickém ústavu LF UK. V roce 1985 úspěšně složil zkoušky na Lékařskou fakultu UK a byl přijat ke studiu oboru Všeobecné lékařství. Studium ukončil v roce 1991, I. atestaci z chirurgie složil v roce 1996, II. atestaci z chirurgie pak v roce 2000.
V roce 2003 absolvoval postgraduální studijní stáž z oboru hrudní chirurgie v izraelském Tel Avivu v Rabin Hospital, Beilinson Campus - Petah Tikwah. Toto postgraduální studium se stalo součástí postgraduálního studia v ČR zahájeného v roce 2007 na Fakultě vojenského zdravotnictví Univerzity obrany. Na vlastní žádost pak pokračoval a roku 2012 ukončil toto studium na Vysoké škole zdravotníctva a sociálnej práce sv. Alžbety v Bratislavě na Slovensku disertační prací pod názvem „Možnosti ovlivnění hojení ran, anastomóz a tělních dutin u pacientů s imunodeficitem při HIV/AIDS a jejich veřejnozdravotnický dopad“ pod vedením Prof. MUDr. Juraje Bency, Ph.D. Práci úspěšně obhájil v květnu 2012 a získal titul Ph.D. Roku 2002 byl přijat do mezinárodní chirurgické organizace International College of Surgeons, kde v roce 2003 získal v Chicagu (USA) Fellowship (FICS.).
V roce 2016 ukončil dálkové studium evangelické teologie na Evangelické teologické fakultě Univerzity Karlovy v Praze, které započal v roce 2011. V roce 2014 obhájil úspěšně bakalářskou práci na téma „Judaistické vlivy a tradice v Etiopské ortodoxní církvi“ pod vedením doc. Pavla Hoška, Th.D., a získal titul bakaláře teologie (Th.)Bc. V roce 2016 obhájil diplomovou práci na téma "Teologická úskalí komunikace a poskytování zdravotnické péče u muslimských věřících" a získal titul ThMgr.

## Zaměstnání a praxe
V mezidobí od ukončení studia gymnázia do úspěšného přijetí na LF UK v Plzni pracoval jako pitevní laborant v Anatomickém ústavu LF UK v Plzni a během studia zde působil jako pomocná vědecká síla.Vystudoval LF UK v Plzni, po ukončení studia a absolvování pětiměsíční vojenské presenční služby nastoupil v roce 1991 do Anatomického ústavu jako odborný asistent. Zároveň započal s praxí sekundárního lékaře na chirurgické klinice FN v Plzni, kam v roce 1993 nastoupil na plný úvazek.
V roce 1991 absolvoval odbornou stáž ve španělském Toledu na chirurgické klinice nemocnice Hospitalo de la Salud por Paraplegicos y Quadruplegicos. V roce 1993 absolvoval další krátkou stáž, a to v Lundu ve Švédsku v oblasti anatomie/chirurgie. V roce 1998 odjel s celou rodinou na expertizní pracovní pobyt do jihoafrické Botswany, kde do roku 2002 pracoval v hlavním městě Gaborone jako ordinář pro hrudní a břišní chirurgii na chirurgické klinice v Referral Hospital – Princess Marina Hospital.
Po návratu z Botswany pracoval ve službách Armády České republiky a NATO v hodnosti majora jako šéfchirurg v polních nemocnicích NATO a hlavní lékař polních nemocnic AČR. Zúčastnil se dvou misí v Iráku, dvou misí v Afghánistánu a jedné mise v Pákistánu. V obdobích mezi misemi pracoval na chirurgii Vojenské nemocnice v Plzni. Službu v AČR ukončil v roce 2011. Ve stejném roce zahájil dálkové studium Evangelické teologické fakulty UK a začal vyučovat chirurgii na Fakultě zdravotnických studií ZČU. Současně pracuje u Zdravotnické záchranné služby Plzeňského kraje. 

## Politická činnost

### Politická činnost do roku 1990
Vždy se aktivně zajímal o veřejné politické dění. V době komunistického režimu působil v disentu, a to od roku 1985 v plzeňské skupině okolo evangelického faráře Jana Adalberta Tydlitáta. Spolupracoval se signatáři Charty 77. Toto prohlášení po dohodě s některými chartisty nepodepsal z důvodů udržení se na LF UK v Plzni, kde se zdál být potřebnějším, než v případné dělnické profesi. Roku 1988 podepsal manifest Hnutí za občanskou svobodu (HOS) pod názvem „Demokracie pro všechny“ a poté také manifest Několik vět. Činnost v disentu mu vynesla stíhání a zájem Státní bezpečnosti. Absolvoval několik výslechů a nabídek ke spolupráci, kterou nikdy nepodepsal. V roce 1988 se studentským kolegou Vladimírem Zinderem sepsali petici do Rudého Práva za zveřejnění dokumentů Charty 77 a nechali ji podepisovat studenty LF. Tehdy během disciplinárního řízení udržel oba studenty na fakultě svým rozhodnutím na tehdejší dobu velmi slušný a odvážný děkan Prof. MUDr. František Macků, CSc. Po jeho účasti na setkání Česko-polské solidarity ve Wroclawi roku 1989 s ním bylo zahájeno další disciplinární řízení v kolegiu děkana LF UK v Plzni. Tehdy již zcela reálně hrozilo jeho vyloučení ze studia, avšak případné vyloučení zhatila studentská revoluce v listopadu 1989. Díky svým postojům a aktivitám stanul v čele Stávkového výboru LF UK v Plzni, které se stala první stávkující fakultou v Plzni. Po připojení dalších plzeňských vysokých škol k okupační stávce byl zvolen do čela Koordinačního stávkového výboru. Rovněž zahájil činnost v plzeňském Občanském fóru. Za OF byl kooptován v roce 1990 jako poslanec České národní rady, kde působil až do prvních svobodných voleb.

### Politická činnost po roce 1990
V roce 1991 se v Plzni stal zakládajícím členem Občanské demokratické strany (ODS). Do roku 1998 v rámci ODS působil jako předseda zastupitelského klubu a jako místopředseda oblastní rady. Za ODS byl v roce 1994 zvolen do Zastupitelstva města Plzně a stal se členem Rady města Plzně. V této neuvolněné funkci působil do konce volebního období v roce 1998.
Z důvodu následného dlouhodobého pracovního pobytu v Botswaně již znovu nekandidoval a zároveň ukončil členství v ODS. Po návratu ze zahraničí členství v ODS neobnovil, neboť vstoupil do služeb Armády České republiky a politickou činnost mu zapovídal Zákon č. 221/1999 Sb. o ozbrojených silách ČR. Po ukončení závazku u AČR kandidoval v roce 2010 v komunálních volbách do Zastupitelstva města Plzně spolu s bývalými členy ODS pod hlavičkou uskupení Občané.cz. Byl zvolen a do roku 2014 působil jako opoziční člen Zastupitelstva města Plzně.
Před komunálními volbami v roce 2014 se uskupení Občané.cz propojilo s uskupením Plzeňští patrioti a vytvořilo nové politické hnutí Občané Patrioti. V komunálních volbách přijal post lídra kandidátky Občanů Patriotů. Byl opět zvolen do Zastupitelstva města Plzně, ale následně uskupení Občané Patrioti opustil, a to po vyslovení nesouhlasu s povolebním politickým postupem tohoto hnutí. Z důvodů svědomí se vzdal i mandátu zastupitele.
V následujícím období přijal nabídku ke znovuobnovení členství v ODS, která zvolila do svého čela Petra Fialu. Ihned byl zvolen do Oblastní rady ODS, jako delegát kongresu ODS a navržen na kandidáta do Senátu Parlamentu ČR v obvodu č. 7 – Plzeň-město. Do této funkce se rozhodl kandidovat s podporou ODS a KDU-ČSL, zároveň spolupracuje s Konfederací politických vězňů a Sdružením bývalých vojáků PTP. Se ziskem 16,54 % hlasů skončil na 4. místě a do druhého kola nepostoupil.

## Religiozita
Trvale se hlásí k židovskému vyznání. Je dlouholetým členem Židovské obce v Plzni, v minulosti byl i členem předsednictva. Při pobytu v Botswaně byl s rodinou členem Synagogálního sboru v Gaborone a stal se členem Afrického židovského kongresu v JAR. Od roku 1991 je členem židovské Lóže Renaissance - B,nai B,rith 10.distrikt - Prague.
Pod vedením rabína Karola Efraima Sidona studoval v letech 1992–1994 židovská náboženská studia pod pražským rabinátem. V židovských organizacích v ČR i zahraničí je trvale aktivním. Jeho postoje jsou velmi tolerantní k jiným věroukám. Spolupracuje trvale s křesťanskými církvemi, studuje křesťanství na ETF UK v Praze. Za dvouletého misijního pobytu v Iráku se intenzívně v Bassře věnoval studiu islámu.

## Vyznamenání a ocenění
Kromě mnoha vojenských medailí a ocenění patří mezi jeho vyznamenání zejména:
- Válečný záslužný kříž III. stupně
- dvě Zlaté medaile NATO
- medaile náčelníka Generálního štábu AČR
- medaile náčelníka Generálního štábu Armády Slovenské republiky
- medaile ministra obrany ČR a dalšími resortní vojenské medaile

V roce 2009 obdržel od primátora města Plzně Ing. Pavla Rödla historickou pečeť, určenou významným osobnostem Plzně. V medicíně byl Českou chirurgickou společností oceněn 9. prosince 2004 prestižní Jedličkovou cenou za publikační činnost v předchozím roce, a to za sérii článků "HIV/AIDS pozitivní pacient v chirurgii".

## Členství v organizacících
- člen prezídia české sekce International College of Surgeons (ICS); za tuto organizaci přednášel v Německu, Japonsku a v Austrálii, v roce 2015 byl členem kongresového výboru a spolupořádal Jubilejní světový chirurgický kongres ICS[13]
- člen Židovské obce v Plzni a Federace židovských obcí v Čechách a na Moravě
- člen Lóže Renaissance B,nai B,rith Praha a B,nai B,rith International v Bruselu[28]
- člen Sdružení válečných veteránů (SVV) v ČR

## Záliby a jazykové znalosti
Má zálibu v přírodě, religionistice, teologii a v zahraniční politice. Plynně hovoří anglicky, hůře německy a rusky, bazálně se domluví španělsky. Z mrtvých jazyků má rigorózní zkoušky z latiny, starořečtiny a biblické hebrejštiny.

## Publikační činnost a přednášky

### Přednášky
- Hájek, M., Kuvík, P., Vais, P., Němeček,V.: Osteologický výzkum kostnice v Mouřenci (Morfologické dny anat. Ústavu LF UK v Plzni, 1993)
- Hájek, M., Lejčko, J.: Chirurgická a anesteziologická invazivní léčba bolesti (Setkání ZPČ chirurgů, Vidžín, 1996)
- Hájek, M., Horák, L., Bláhovec, J.: Užívání a nadužívání opiátů v chirurgické praxi (Pedagogickopsychologická konference SU MMP, Plzeň, 1996)
- Novák, K., Hájek, M., Hassan, A.: Paréza brachiálního plexu při leiomyosarkomu podklíčkové tepny úspěšně řešená chirurgickým výkonem (Pelhřimovské chirurgické dny, 1997)
- Hájek, M., Novák, K., Mukenšnábl, P.: Mukoepidermoidní karcinomy – současný chirurgický a patologicko-anatomický přístup (Dny chirurgické společnosti v Plzni, Šafránkův pavilon LF UK, Plzeň, 1997)
- Hájek, M., Novák, K., Pešek, M., Mukenšnábl, P.: Mukoepidermoidní karcinomy (II. Český chir.Kongres s mezinárodní účastí, Mariánské Lázně, 1998)
- Kolarik, M., Hájek, M., van der Wik, J. V.: Rare case of osteosarcoma of pelvis (Pretoria, RSA, prosinec 1998)
- Hájek, M., Beshir, S. I.: Tumor markers (Botswana Med. And Dental Surgeons meeting, Gaborone, BWA, prosinec 1998)
- Hájek, M., Onen, Ch., Mutoka, Ch. M.: Jaundice – dif. Diagnosis in Bushmen (16th Medical conference, Gaborone, BWA, duben 1999)
- Pastouchenko, V. M., Hájek, M., Jiang, L.: Rare case of successful tracheostomy in asphyxia in young girl with huge Burkitt lymphoma of the face (BWA – ZW – NMB – Med. Congress 1999, Bulawayo, Zimbabwe, květen 1999)
- Hájek, M., Ngwako, L., Wu, J., Lin, H.: Echinococcosis of the liver in man (Med. Conference of PMH, Gaborone, BWA, duben 2000)
- Hájek, M., Novák, K., Pazdiora, P.: HIV/AIDS pozitivní pacient v chirurgii (3. konference SVL ČSL JEP, Hradec Králové, listopad 2003)
- Hájek, M., Oubedat, K. K., Ngwako, L.: Hydatické cysty parenchymatozních orgánů (3. konference SVL ČSL JEP, Hradec Králové, listopad 2003)
- Hájek, M.: HIV u chirurgických pacientů – možnosti ovlivnění hojení po chirurgických výkonech (lékařská konference, nemocnice Beroun, říjen 2004)
- Hájek, M., Dobeš, D., Onderka, M.: Zkušenosti z válečných polytraumat z mise v Iráku (lékařská konference, nemocnice Beroun, říjen 2004)
- Hájek, M., Kupka, P., Onderka, M.: Venomous animals (meeting of health workers in Bassrah, Iraq, 2005)
- Hájek, M., Novák, K., Zikmundová, K.: Postoperative mortality and complications of wounds and anastomoses healing in HIV positive patiens with middle and strong immunodeficite – expectations and facts (11. česko-japonské sympozium, Valtice, květen 2007)
- Hájek, M., Novák, K., Dietl K.-H., Zikmundová, K., Lohn, S.: HIV/AIDS positiven Patient in Allgemain-, Thorax- und Viszeralchirurgie (Bremen, BRD, září 2008)
- Novák, K., Dietl, K.-H., Hájek, M., Zikmundová, K.: Surgery-related death, complicated wounds and anastomosis healing in HIV-positive patiens with considerable immune deficit: assumptionand reality (36th Biennial World Congressofth ICS, Vienna, Austria, prosinec 2008)
- Hájek, M., Djordevic, L., Vlachovský, M., Šafár, P., Vlachovská, E.: HydaticCysts (1st International Surgical Conference, Weiden, červen 2009 + 15th Czech-Japanese Surgical Symposium, Plzeň, červen 2009)
- Hájek,M., Onderka,M., Kupka,P. - Venomoussnakes, lizards, spiders and scorpiones – bites, firstaid and next surgical treatment (XVIII. and XIX. Czech – Japan Surgical Symposium, Znojmo + Plzeň, Weiden - BRD, září 2011)
- Hájek,M.: Uštknutí jedovatými živočichy – přednemocniční pomoc a terapie (ČLS – JEP – Společnost všeobecného lékařství, Konference – „Doporučené lékařské postupy v praxi“, Plzeň, prosinec 2011)
- Hájek,M.: Chirurgický a všeobecně lékařský přístup k HIV pozitivnímu pacientovi (ČLS – JEP – Společnost všeobecného lékařství, Konference – „Doporučené lék.postupy v praxi“, Plzeň, prosinec 2011)
- Hájek,M., Novák,K., Chudáček,Z.: Echinococcosis – Diagnostics and Therapy (38th Bienial World Congress of the International College of Surgeons, Brisbane, Queensland, AUSTRALIA – Ref.No.: 3678, 9. listopadu 2012)
- Hájek,M., Sedláček, D., Novák, K.: Operations in HIV positive Patient (Kongres – Komplikationenund Fallstricke in der Chirurgie – Vermeidungund Problemosung, Jahrenstagung der DeutschenSektion des ICS, Mulheiman der Ruhr, září 2013)
- Hájek, M.: Damage Control – Principles and its Application in Extreme Condition, The 21st Czech-Japan Surgical Symposium, Tokyo, Japan, listopad 2013)
- Hájek, M., Vlachovský, M.: Acute Hemorrhagic – necrotic Pancreatitistreated via Laparostomy, Drainages, Lavages and Necrectomies in the Field Conditions (The 21st. Czech-Japan Surgical Symposium, Nagoya, Japan, listopad 2013)
- Hájek,M., Dobeš, D.: Operations in „Damage Control Surgery“ – common in extreme conditions (Jubilee world congress to the 80th anniversary of the founding of the ICS in Prague and in Pilsen, září 2015)
- Dobeš, D., Hajek,M., Raupach,J., Belobradek,Z.: Surgical treatment of the endoleak type II. (Jubilee world congress to the 80th anniversary of the founding of the ICS in Prague and in Pilsen, září 2015)
- Novák, K., Hájek, M.: Perspectives of surgery in the third millenium in context of historical and social development of all of continents (Jubilee world congress to the 80th anniversary of the founding of the ICS in Prague and in Pilsen, září 2015)
- Novák, K., Hájek, M.: Perspectives of surgery in 3rd Millenium (Jahrestreffen der Deutschen Sektion des ICS mit internationaler Beteiligung, Weiden, BRD, 3.-5. března 2016)
- Hájek, M.: Battlefield advanced trauma life support in NATO – the best used system in case of mass casualties(Jahrestreffen der Deutschen Sektion des ICS mit internationaler Beteiligung, Weiden, BRD, 3.-5. března 2016)
- Hájek, M., Hrdlička, P., Sviták, R. : Medyczna sluzba ratownictwa w zachodnio-czeskim regione – rozwój i aktualna sytuacja (Miedzynarodowa konferencja w ramach VII Ogólnopolskich zawodów uczelni wyzszych w ratownictwie medycznym, Katowice, Polsko, květen 2016)

### Publikace
- Hájek, M., Braun, P.: Osteologický průzkum a dokumentace kosterních nálezů na Piaristickém nám.v ČB (Sborník Jihočeského muzea, 1992)
- Hájek, M., Braun, P.: Antropol.závěry z nálezů kosterních pozůstatků kláštera v Milevsku (Sborník Západočeského muzea v Plzni – Historie 8, Plzeň, 1993)
- Novák, K., Hájek, M., Hassan, A.: Neobvyklá končetinová příhoda (Sbírka Pelhřimovských chirurgických dnů, Pelhřimov, 1997, 47-49)
- Hájek, M., Novák, K., Pešek, M., Mukenšnábl, P.: Mucoepidermoid tumor of bronchus (Miniinvazívní terapie 3/1998, 4/54)
- Hájek, M., Novák. K., Mukenšnábl, P., Brůha, F., Pešek, M.: Vzácný případ mukoepidermoidního tumoru bronchu (Rozhl. chir. 77, 1998, 105–107)
- Novák, K., Hájek, M., Hassan, A.: Unusual complication of a rare mediastinal tumor (Miniinvazivní terapie 3/1998, 4/17)
- Hájek, M., Novák, K., Pešek, M., Mukenšnábl, P.: Mukoepidermoidní karcinomy (II. Český chir.Kongres s mezinárodní účastí - anglický sborník, Mariánské Lázně, 1998)
- Novák, K., Hájek, M., Pešek, M., Chudáček, Z.: Successfulsurg. Treatment of brachial plexus paresis in leiomyosarcoma of subclavian artery (International Journal of Surgery 84, 1999, 78–80)
- Novák, K., Hájek, M., Hassan, A.: Parezabrachialního plexu při leiomyosarcomu podklíčkové tepny, úspěšně řešená chir. výkonem (Rozhl. chir. 77, 1998)
- Novák, K., Pešek, M., Čertíková, G., Hájek, M., Tauchmann, A.: Isthere a development in the ethics of bronchogenic cancer surgery? (Miniinvazivní terapie 3/1998, 4/74)
- Hájek, M., Beshir, S. I.: Tumor markers in surgical practice (vydáno jako závazný materiál pro Referral hospitals in BWA – Medical and Dental Surgeons Col., 1999)
- Hájek, M.: Total parenteral nutrition in surg. Patient (BWA MDSC – výukový materiál, Botswana, 1999)
- Hájek, M., Novák, K., Pasdiora, P.: HIV/AIDS pozitivní pacient v chirurgii – I. díl – Ethiologiea patogeneze (Rozhl. Chir. 11/2003)
- Hájek, M., Novák, K., Pasdiora, P.: HIV/AIDS pozitivní pacient v chirurgii – II. díl – Situace v jižní Africe a vl. zkušenosti (Rozhl. chir. 11/2003)
- Hájek, M., Novák, K., Pasdiora, P.: HIV/AIDS pozitivní pacient v chirurgii – III. díl – Závěry a legislativa (Rozhl. chir. 12/ 2003)
- Hájek, M., Novák, K., Pasdiora, P.: HIV/AIDS pozitivní pacient v chirurgii – IV. díl – Kazuistiky (Rozhl. chir. 12/2003)
- Hájek, M., Novák, K., Chudáček, Z.: Hydatické cysty parenchymatozních orgánů (Rozchl. chir. 6/2004)
- Hájek, M., Novák, K., Sedláček, D., Pazdiora, P.: HIV / AIDS v chirurgických oborech (Grada Publ. a.s., Praha, 2004, ISBN 80-247-0857-4)
- Blažek, M., Hájek, M., Novotný J.: Nejčastěji se vyskytující neuroendokrinní nádor trávicího ústrojí – karcinoid (Rozhl. chir. 12/2007)
- Hájek, M., Novák K., Zikmundová K.: Surgery – related death, complicated wounds and Anastomosis healing in HIV patiens with considerable immunedeficit : Assumption and reality (International Surgery, 2008/93, Cat. No. 2986)
- Roubal,J., Počepcov,I., Vlachovský,M., Hájek,M., - Damage Control Surgery u skeletálního poranění na úrovni ROLE 2 (Vojenské zdravotnické listy, roč. LXXVIII, 2/2009)
- Hájek,M., Dobeš, D.:, Damage Control Surgery (European Surgery Journal, 2015)
- Dobeš, D., Hájek,M., Raupach,J., Bělobrádek,Z.: Surgical treatment of the endoleak type II. (European Surgery Journal, 2015)
- Novák, K., Hájek, M.: Perspectives of surgery in the third millenium in context of historical and social development of all of continents (2015)
- Hájek, M. a kol.: Chirurgie v extrémních podmínkách (Grada Publ. a.s., Praha, 2015, ISBN 978-80-247-4587-9)
- Hájek, M., Bahbouh, Ch.: Muslimský pacient – principy diagnostiky, terapie a komunikace (Grada Publ. a.s., Praha, 2016, ISBN 978-80-247-5631-8)

### Univerzitní práce k seminárnímu studiu
- Hájek, M.: Aféra Marmaggi (rozkol mezi prvorepublikovou vládou ČSR a Svatým stolcem) (seminární práce, Evangelická teologická fakulta UK, 2012)
- Hájek, M.: Immanuel Kant – Metafysika mravů (seminární práce, Evangelická teologická fakulta UK, 2013)
- Hájek, M.: Judaistické vlivy a tradice v Etiopské ortodoxní církvi (bakalářská práce, Evangelická teologická fakulta UK, 2014)
- Hájek, M.: Je euthanázie zcela neetická neob zasluhuje diskuzi? (seminární práce, Evangelická teologická fakulta UK, 2016)
- Hájek, M.: Problematika a historie episkopátu a svěcení v Podzemní církvi u nás se zřetelem na její ústřední postavu biskupa Felixe Márii Davídka (seminární práce, Evangelická teologická fakulta UK, 2016)